# Глевенешть (Бакеу)
Глевенешть, Глевенешті (рум. Glăvănești) — село у повіті Бакеу в Румунії. Входить до складу комуни Глевенешть.
Село розташоване на відстані 225 км на північний схід від Бухареста, 51 км на південний схід від Бакеу, 102 км на південь від Ясс, 103 км на північний захід від Галаца.

## Населення
За даними перепису населення 2002 року у селі проживали 1616 осіб. Усі жителі села рідною мовою назвали румунську.
Національний склад населення села:
| Національність | Кількість осіб | Відсоток |
| -------------- | -------------- | -------- |
| румуни         | 1607           | 99,4%    |
| цигани         | 7              | 0,4%     |